# Grace Marguerite Hay Drummond-Hay
Grace Marguerite, Lady Hay Drummond-Hay (Liverpool, 1 de setembro de 1895 - Nova Iorque, 12 de fevereiro de 1946) foi uma jornalista britânica e a primeira mulher a completar uma volta ao redor do mundo por via aérea, em um Zeppelin. Apesar de não ter sido uma aviatriz, ela certamente contribuiu para o glamour da aviação ao escrever artigos a respeito de suas aventuras aéreas para os principais jornais dos EUA no final dos anos 1920 e início dos anos 1930.

## Primeiros anos
Grace Lethbridge foi a primogênita de Sidney Thomas Lethbridge e sua esposa, Grace Emily (nascida Willis). Casou-se em 1920, aos 25 anos, com Sir Robert Hay Drummond-Hay (1846–1925), quase 50 anos mais velho do que Grace. Sir Robert nasceu no Tânger, Marrocos, tendo atuado por vários anos como cônsul britânico em Beirute, Líbano. Sir Robert foi casado anteriormente com Euphemia Katrina Willis Flemming, com a qual teve quatro filhos, Arnold Robert, Edward William, Cecil e Florence Caroline. Todas as crianças eram significativamente mais velhas do que sua nova madrasta (Florence Caroline era 15 anos mais velha). Sir Robert faleceu depois de seis anos de casamento, quando Lady Drummond-Hay tinha 31 anos de idade. Grace vivia como uma jovem viúva aristocrata em seu apartamento em Londres.

## Carreira

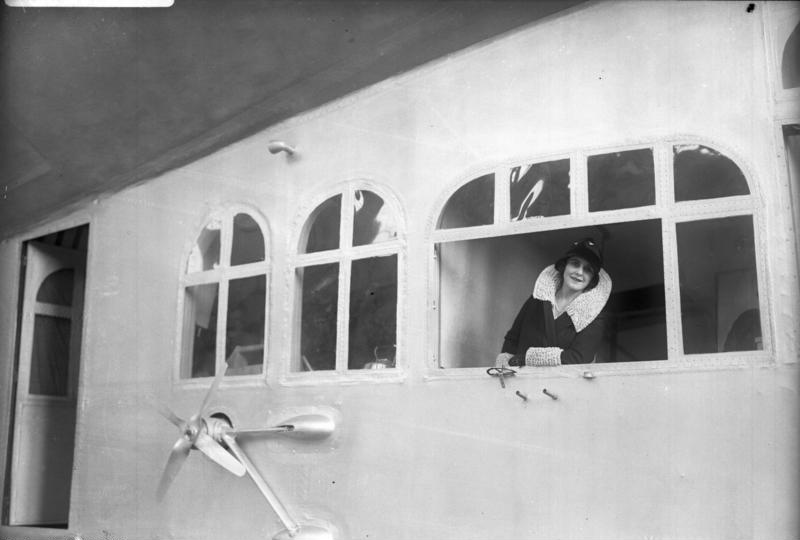
Lady Drummond-Hay a bordo do Graf Zeppelin por ocasião da partida para a viagem de circunavegação do mundo no Lakehurst, Nova Jérsei

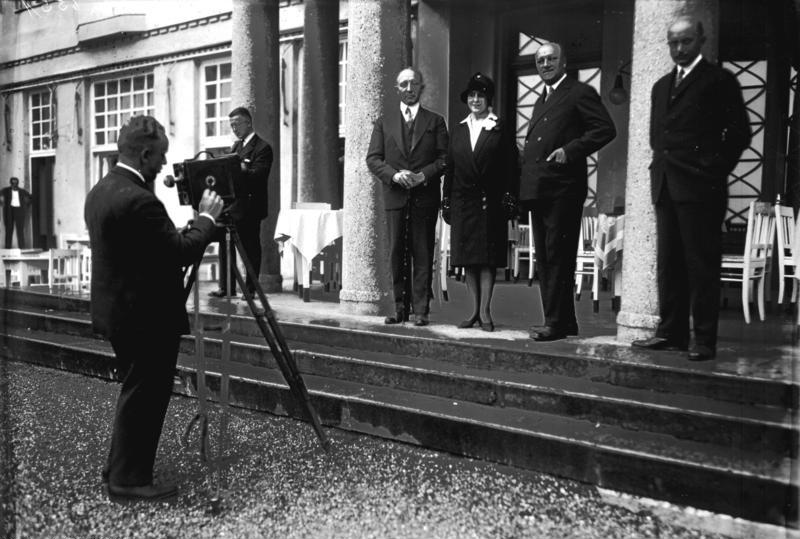
Jornalistas sendo fotografados durante a partida do Graf Zeppelin, a partir da esquerda: Karl von Wiegand, Lady Drummond-Hay, Rolf Brand, e Robert Hartmann

Após colaborar com jornais ingleses como o The Sphere, Grace atuava como jornalista para os jornais de William Randolph Hearst no final dos anos 1920. Ela foi um dos passageiros do primeiro voo transatlântico de um Zeppelin de uso civil em 1928. Grace escreveu artigos para o The Chicago Herald and Examiner, editado pela Hearst Press, relatando a sua experiência a bordo do LZ 127 Graf Zeppelin.
Esse mesmo dirigível foi também o primeiro a circum-navegar o mundo em 1929, sob o comando de Hugo Eckener. A viagem ao redor do mundo, com uma duração de 21 dias, teve início em agosto de 1929, partindo e terminando no Lakehurst, Nova Jérsei, com paradas em Friedrichshafen (Alemanha), Tóquio e Los Angeles. Lady Hay Drummond-Hay ou simplesmente Lady Drummond-Hay, maneira com a qual era frequentemente referenciada, era a única passageira do sexo feminino. Entre os seus companheiros de viagem estavam Sir George Hubert Wilkins, explorador australiano, William B. Leeds, multimilionário norte-americano, Charles Emery Rosendahl, comandante da marinha norte-americana, Jack C. Richardson, observador naval, Karl Henry von Wiegand, renomado correspondente do American Hearst, Robert Hartman, fotógrafo do Hearst, Joachim Rickard, correspondente de jornais espanhóis, Heinz von Eschwege-Lichbert, correspondente alemão,[carece de fontes?] Com a conclusão do voo de circum-navegação e seu retorno a Nova Iorque, Lady Drummond-Hay ganhou fama, o que ajudou na consolidação de sua carreira como jornalista pela próxima década.
Posteriormente ela foi para áreas de conflito como a Abissínia (atualmente Etiópia) e atuou como correspondente estrangeira na Manchúria (China), trabalhando por vários anos junto a Karl von Wiegand, seu colega sênior. Muito elogiada por sua beleza, sagacidade, e o talento e a intelectualidade que investia em seus artigos, Lady Drummond-Hay foi uma jornalista bastante conhecida e respeitada de sua época.

## Últimos anos
Durante a Segunda Guerra Mundial Lady Drummond-Hay e Karl von Wiegand foram aprisionados em um campo de concentração japonês em Manila, Filipinas. Em 1945, quando finalmente libertados, Lady Drummond-Hay estava muito enferma. Ambos retornaram aos Estados Unidos, mas durante sua estadia em Nova Iorque ela veio a falecer devido a uma trombose coronária no Hotel Lexington. Muitas personalidades da época estiveram presentes em seu funeral, demonstrando seu respeito, dentre as quais William Randolph Hearst e Marion Davies. Durante seu funeral ela trajava uma jóia preciosa presenteada a ela pelo Imperador da Etiópia, Haile Selassie. Após a cremação, as cinzas de Lady Drummond-Hay foram levadas ao Reino Unido por seu companheiro de longa data, Karl von Wiegand.

## Legado
A fama de Lady Hay Drummond-Hay desvaneceu-se desde há muito tempo. Apesar de ter sido uma estrela do final dos anos 1920 e início dos anos 1930, o seu nome é mencionado apenas em alguns livros que tratam da história dos voos dos dirigíveis Zeppelin, sem que nenhuma grande biografia ou outro documento relevante tenha sido escrito sobre a sua vida.
Um documentário australiano intitulado 'The Airships: Ship Of Dreams' (inglês para 'Os dirigíveis: naves dos sonhos') produzido em 2004 incluía material cinematográfico sobre ela.

### SemidocumentárioFarewell
'Farewell', um semidocumentário lançado em 2009, conta com extenso material cinematográfico sobre Lady Hay Drummond-Hay e o primeiro voo ao redor do mundo do LZ 127 Graf Zeppelin, tendo sido descrito pela revista Variety como 'capaz de prender a atenção'.
Esse documentário foi transmitido no Reino Unido pelo canal 4 da BBC em 7 de fevereiro de 2010 sob o título de 'Around The World by Zeppelin' (inglês para 'Ao redor do mundo de Zeppelin'). O documentário de 80 minutos, conta quase que exclusivamente com material cinematográfico para cinejornal da época, mostrando em detalhes o funcionamento e operação do dirigível. A narração de Poppy Elliott constituí-se principalmente de leituras dos artigos para jornal e do diário de Lady Drummond-Hay, revelando que, quando ela foi avisada por Hearst que Karl von Wiegand seria seu mentor durante a viagem, ela ficou muito preocupada por que ambos haviam acabado de terminar um caso amoroso por insistência dele, para seu remorso, faziam seis meses. Isso adicionou um interessante aspecto humano à história e obviamente gerou algumas tensões. Aparentemente o caso reacendeu-se por um curto período de tempo em Tóquio, mas acabou logo assim que ele recebeu um telegrama de sua esposa. Após o voo ambos permaneceram como companheiros até o falecimento de Lady Drummond-Hay, dezessete anos mais tarde.
Algumas partes do semidocumentário, contudo, são fictícias: o leme de cauda do dirigível não se rasgou durante o voo ao redor do mundo, mas sim durante o voo anterior de travessia do atlântico, em outubro de 1928. O dirigível também não foi obrigado a pousar na água para passar por reparos.
O semidocumentário também foi transmitido pelo canal franco-alemão ARTE em 6 de outubro de 2013, às 6 e 20 da manhã, sob os títulos '1929. Im Zeppelin um die Welt' (alemão para '1929: de Zeppelin ao redor do mundo') e 'Autour du monde à bord du Zeppelin' (francês para 'Ao redor do mundo a bordo de um Zeppelin')